# Mark Senn
Pour les articles homonymes, voir Senn.
Mark Cecil Senn (1er juin 1878-10 janvier 1951) est un homme politique canadien de l'Ontario. Il est député fédéral conservateur et progressiste-conservateur de la circonscription ontarienne de Haldimand de 1921 à 1949.

## Biographie
Né à Oneida Township en Ontario, Senn est élu en 1921. Réélu en 1925, 1926, 1930, 1935, 1940 et en 1945. Il ne se représente pas en 1949 en raison de problèmes de santé.